# Super Skunk (groupe)
Pour les articles homonymes, voir Super skunk.
Super Skunk, anciennement SuperSkunk, est un groupe espagnol de rock alternatif, originaire de Madrid. Il est formé en 1995 par Ro Llamazares (La Vacazul, Zia), Javier Rojas (El Tío Calambres, Mamá Ladilla), Javier Gómez (The Sweet Vandals, Depedro) et David Obelleiro (Skunk D.F., Sugarless). Le groupe se sépare en 2003 pour revenir en 2011, avec Kike Fuentes (Vega) qui a rejoint le groupe pour remplacer David Obelleiro.

## Histoire
SuperSkunk est formé en 1995 à Madrid, par Ro Llamazares (La Vacazul, Zia), Javier Rojas (El Tío Calambres, Mama Ladilla), Javier Gómez (The Sweet Vandals, Depedro) et David Obelleiro (Skunk D.F., Sugarless).
Après avoir remporté ou été finalistes de plusieurs concours et prix musicaux[citation nécessaire], ils commencent à se faire un nom et deviennent rapidement un groupe charismatique au sein de la jeunesse rock et alternative de Madrid. Une succession malheureuse de problèmes avec leurs maisons de disques et un manque de ressources de production ont empêché leur succès — avec des chansons comme Uno, Sube, Luz et Planeta Azul — d'être correctement reflété sur disque. Le groupe se sépare finalement en 2003, mais sa musique est restée une référence pour certains groupes madrilènes actuels influencés par son héritage.
Après plusieurs réunions des anciens membres, ils se sont retrouvés à Noël 2011 pour donner un concert à l'occasion de leur anniversaire ; le résultat a été positif et les 25 et 26 mai, ils décident de donner un double concert dans la Sala Barracudas pour fêter leur retour. Pour cette deuxième étape, David Obelleiro laisse sa place à Kike Fuentes (guitare, Vega), qui avec le déjà connu Ro Llamazares (chant et effets sonores), Javier Rojas (basse et chœurs), Javier Gómez (batterie, percussions et chœurs) et commencent à écrire de nouvelles chansons pour ce qui pourrait être leur quatrième album studio. Le 5 juin 2014, ils jouent au Peyote Fest de Madrid avec Paña Radiostation.
À la fin 2018, ils jouent en avant-première dans la sala Black Bird, leur nouvel album, qu'ils prévoient de sortir courant 2019,,. L'album est enregistré aux studios Cubex avec le producteur cantabre Javier Escudero. Finalement, ils sortent le single On My Way.

## Style musical
Leur approche musicale particulière (une fusion de rock, hip-hop, heavy metal, funk, raggamuffin et autres styles) était novatrice à l'époque. Leurs textes sont politiquement engagés, mais avec un esprit constructif et une vision positive du monde, ce qui leur confère d'emblée une personnalité propre.

## Discographie

### Albums studio
- 1996 : SuperSkunk (Rec Plus Records, réédité en 1997 au label Cool Records)
- 1998 : Planeta Azul (Loli Jackson Records)
- 2001 : Sea como sea

### Singles
- 2019 : On My Way